# Рустамов, Эльнур Фархатович
Эльнур Фархатович Рустамов (азерб. Elnur Rüstəmov; род. 6 апреля 1979) — российский и азербайджанский футболист.

## Биография
В сезонах 2003/04 и 2004/05 выступал за азербайджанский клуб «Шахдаг» Кусары, за который в премьер-Лиге за два сезона провёл 55 матчей и забил 7 мячей. Далее два сезона провёл в клубе «Гянджларбирлийи», сыграл 42 матча, забил один гол. С 2008 по 2009 год выступал за любительский клуб «Леки» из Магарамкента в ЛФЛ 3-го дивизиона России зоны ЮФО-СКФО.